# 比亞平松 (昆迪納馬卡省)

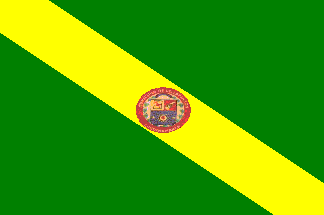

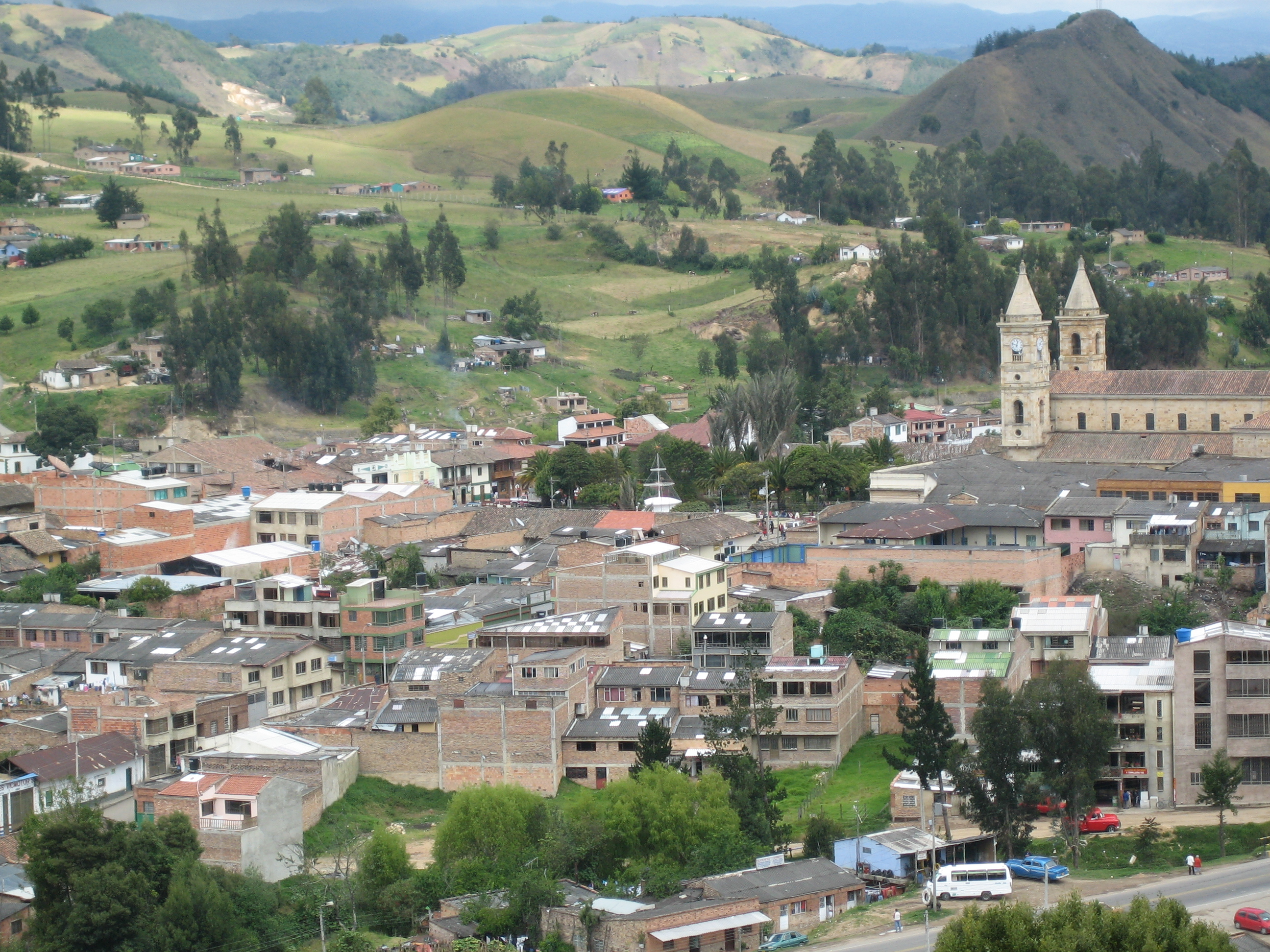

比亞平松是哥倫比亞的城鎮，位於該國中部，由昆迪納馬卡省負責管轄，距離首府波哥大95公里，始建於1764年，面積249平方公里，海拔高度2,771米，2005年人口16,217。
5°13′N 73°36′W / 5.217°N 73.600°W